# Hong Yan (zapaśniczka)
Hong Yan (chiń. 洪雁; ur. 28 września 1988) – chińska zapaśniczka w stylu wolnym. Srebrna medalistka mistrzostw świata w 2008 i brązowa w 2012. Złota medalistka mistrzostw Azji w 2009, brąz w 2012. Pierwsza w Pucharze Świata w 2011; ósma w 2013 i dziewiąta w 2010 roku.